# КВ-8
КВ-8 — радянський важкий вогнеметний танк періоду Другої світової війни. Розроблений в 1941 році на Челябінському тракторному заводі.
Конструктори: А. К. Малінін, Г. А. Манілов і С. В. Федоренко. Вогнемет АТО-41, конструктор І. А. Аристов (Сталінська премія).
Випробування на полігоні в Кубинці пройшли 29 грудня 1941 року. Випускався до 1943 року.

## Модифікації
- КВ-8 — перший серійний варіант.
- КВ-8С — варіант на базі танка КВ-1С. Випущено 35 машин та 2 прототипу.
- КВ-8М — модернізований варіант. Два вогнемети у башті (АТО-41 і АТО-42).

Випущено 2 дослідних екземпляри.

## КВ-8 в комп'ютерних і відеоіграх
КВ-8 присутній в наступних комп'ютерних іграх:
- У варгеймі «Лінія Фронту: Битва за Харків» (світове назву: «Achtung Panzer: Kharkov 1943») представлений танк обр. 1941 р;
- У стратегії "Empires: Dawn of Modern World танк ХТ-26, помилково названий КВ-8, доступний Росії.